# Korsveje
Korsveje er en dansk kortfilm fra 2012 med instruktion og manuskript af Daniel Bødker Sørensen.

## Handling
Filmen er en antologigyser bestående af tre skæbnefortællinger: Den første Jeg er hos dig udspiller sig hos en ung mand, som bor alene i sin lejlighed i København. En aften hører han en kvindes gråd fra kælderen. Filmens anden fortælling Bånd 001 fortæller om en ung mand, hvis nabo driver ham til vanvid med larm om natten. Den sidste fortælling er em kærlighedshistorie om en ung mand, der vil gøre alt for, at han og kæresten aldrig kommer til at skilles.

## Medvirkende
- Henning Jensen - Fortæller
- Mikkel Lindhardt Bøhling - Mikkel
- Birthe Sørensen - Marie
- Claes Emil Holmberg - Claes
- Dirk Sørensen - Dirk
- Alma Borregaard - Alma
- Anne Vejby
- Benjamin Hoffmann Korzen